# Clasificación por edades (TV Parental Guidelines)
En la televisión, la clasificación de edades es un sistema propuesto por primera vez el 19 de diciembre de 1996 por el Congreso de los Estados Unidos y la Comisión Federal de Comunicaciones de Estados Unidos (FCC), y que entró en vigor el 1 de enero de 1997 en la televisión estadounidense en respuesta de la preocupación anticipada. No obstante, otros países usan un sistema simplificado para mejorar su calificación regulada por el gobierno.
El nombre oficial es TV Parental Guidelines (traducido literalmente inglés como directriz paternal para la televisión) y clasifica el argumento de los programas televisivos teniendo en cuenta tres aspectos básicos: contenido sexual, violencia gráfica y lenguaje soez. La calificación resultante se visualiza luego por el V-Chip que se aplica a todos los programas, excepto los de contenido en señal abierta. En general los programas desde las 7 de la mañana hasta las 11 de la noche están sujetos a evitar contenido inapropiado para menores en señal abierta.
El sistema de clasificación es regulado usualmente en la mayoría de los países por la FCC.
| Símbolo | Significado |
| ------- | --- |
|         | TV-Y - Público preinfantil: niños menores de 6 años Ya sea animado o de acción en vivo, los temas y elementos en este programa están diseñados específicamente para un público infantil, incluyendo niños de 6 y menores, en especial, menores de 6 años. Con estos programas no se esperaba asustar a los niños más pequeños. Por ejemplo: los programas de Nick Jr. como Dora, la exploradora y caricaturas de Disney Junior. |
|         | TV-Y7 - Público infantil: desde 7 años Estos programas pueden o no ser apropiados para algunos niños menores de 7 años. Esta clasificación puede incluir humor crudo, sugerente, negro, violencia de fantasía leve, o contenido considerado controversial para los niños menores de siete años. Por ejemplo: algunos programas de Cartoon Network, Disney XD –como Digimon Adventure– o Nickelodeon. |
|         | TV-Y7-FV - Público infantil con violencia ficticia, de fantasía ó emociones fuertes: desde 7 años A diferencia del símbolo Y7, el programa contiene violencia ficticia/de fantasía/emociones fuertes, lejos del plano educativo se le asigna como TV-Y7-FV. la serie Invasor Zim fue reclasificada por violencia en varios episodios y humor negro en toda la serie y algunas series de Cartoon Network(como Las Chicas Superpoderosas). |
|         | TV-G - Público general Aunque esta clasificación no indica un programa diseñado específicamente para los niños, la mayoría de los padres pueden dejar que los niños más jóvenes vean este programa sin supervisión. Contiene poca o ninguna violencia, nada de lenguaje fuerte y poco o ningún diálogo o situaciones sexuales salvo en formato subliminal, y puede ser disfrutado por una gran variedad de grupos las series juveniles de Nickelodeon, Disney Channel, Disney XD y NickToons. |
|         | TV-PG - Guía paterna: Supervisión paternal Esta calificación significa que el programa puede ser inadecuado para niños sin la guía de un padre. Muchos padres si lo desean, pueden verlo con sus hijos más jóvenes. Los programas de concursos y la mayoría de los reality shows son clasificados como TV-PG por sus diálogos sugestivos, humor sugerente, y/o lenguaje grosero. Generalmente en esta clasificación se requieren niños mayores. Algunos programas de situaciones cómicas, pueden confundir mediante su contenido sátiro. Un ejemplo: La popular serie Los Simpson de FOX Channel, Incluso la serie Hora de Aventura (de Cartoon Network). Esta clasificación puede contener una o más de las siguientes siglas: - D para algunos diálogos sugestivos. - L para lenguaje vulgar infrecuente. - S para algunos contenidos sexuales. - V para violencia moderada. |
|         | TV-14 - Mayores de 14 años: Se requiere enfáticamente la compañía de los padres A los padres se les insiste a poner mayor cuidado en el seguimiento de este programa y se les advierte contra los niños/jóvenes menores de 14 años dejando que lo vean sin supervisión o que los padres enfáticos los supervisen. Muchos programas de manera recurrente usan el símbolo para contenido nocturno. Ejemplo: las telenovelas de Telemundo, algunas telenovelas de Televisa. Esta clasificación puede contener una o más de las siguientes siglas: - D para diálogos sumamente sugestivos. - L para lenguaje vulgar fuerte. - S para contenidos sexuales intensos. - V para violencia intensa. |
|         | TV-MA - Mayores de 17 años A los padres se les insiste a poner mayor cuidado en el seguimiento de este programa y se les advierte contra los niños/jóvenes/adultos menores de 17 años dejando que lo vean sin supervisión o, si es un documental, algunas telenovelas fuertes, pueden acceder con o sin supervisión. Las implicaciones de estas calificaciones, en particular la clasificación de TV-MA, varían mucho dependiendo de la situación. Sin embargo fue originado por el símbolo TV-M traducido a público maduro. Esto fue reemplazado por la compañía ESRB.Esta categoría es una de las más serias en las que se encuentran las series animadas. Esta clasificación puede contener una o más de las siguientes siglas: - D para diálogos extremadamente sugestivos                                                                                                 |

Abreviaciones especiales
| Clasificación | D Diálogo sugestivo                | L Lenguaje vulgar           | S Contenido sexual           | V Violencia                    | FV Violencia fantástica               |
| ------------- | ---------------------------------- | --------------------------- | ---------------------------- | ------------------------------ | ------------------------------------- |
| TV-Y          | sin usar                           | sin usar                    | sin usar                     | sin usar                       | algunas                               |
| TV-Y7         | sin usar                           | sin usar                    | sin usar                     | sin usar, en reemplazo es "FV" | fantasía violenta o emociones fuertes |
| TV-G          | sin usar                           | sin usar                    | sin usar                     | sin usar                       | sin usar                              |
| TV-PG         | algunos diálogos sugestivos        | lenguaje vulgar Infrecuente | algunos contenidos sexuales  | violencia moderada             | fantasía de caricaturas               |
| TV-14         | diálogos sumamente sugestivos      | lenguaje vulgar fuerte      | contenidos sexuales intensos | violencia intensa              | sin usar                              |
| TV-MA         | diálogos extremadamente sugestivos | lenguaje vulgar indecente   | actividad sexual explícita   | violencia gráfica              | sin usar                              |